# Harttamponnade
Een harttamponade is een klinisch beeld waarbij het hart door aanwezigheid van vloeistof in het hartzakje zich niet meer vol kan zuigen met bloed in de ontspanningsfase (diastole). Hierdoor neemt de pompfunctie van het hart sterk af (shock), waardoor de patiënt een extreem benauwd gevoel krijgt en meestal een paarsblauw aanlopend gezicht heeft door de extreme stuwing in de aderen naar het hart toe. Wordt het erg dan zal de patiënt eraan kunnen overlijden, soms binnen enkele minuten.
De achterliggende oorzaken zijn divers: bloeding in het hartzakje (soms door een verwonding, zoals een messteek, soms door een ruptuur van de hartwand, meestal enige dagen na een infarct). Soms treedt er bij een ontsteking van het hartzakje vochtophoping op, bijvoorbeeld weleens bij de ziekte van Bornholm. En soms komt er vocht in het hartzakje door pericarditis carcinomatosa, uitzaaiing van vele kwaadaardige tumorcellen binnen het hartzakje. Ook is het een complicatie na een hartoperatie.
De behandeling is in eerste instantie symptomatisch: bij gevaarlijke graden van benauwdheid aftappen van het vocht uit het hartzakje en in tweede instantie oorzakelijk, door behandeling (indien mogelijk) van de onderliggende oorzaak. Bij een massale bloeding in het hartzakje komt hulp meestal te laat; bij kwaadaardige tumoren is oorzakelijke behandeling meestal niet meer mogelijk. Als de tamponade  optreedt na een hartoperatie, is er meestal een heroperatie nodig.